# ジェフロアカエルガメ
ジェフロアカエルガメ（Phrynops geoffroanus）、ヘビクビガメ科カエルガメ属に分類されるカメ。カエルガメ属の模式種。

## 分布
模式標本の産地（模式産地）はブラジル。
アルゼンチン北東部、ウルグアイ、エクアドル東部、ガイアナ西部、コロンビア南部、ベネズエラ東部、パラグアイ、ブラジル、ボリビア（ガイアナ東部、スリナム、フランス＜仏領ギアナ＞に分布する可能性もあり）

## 形態
最大甲長39.1cm。背甲は非常に扁平で、上から見ると卵型。椎甲板に筋状の盛りあがりがあるが、成長に伴い消失する。背甲の色彩は黒や灰色、暗褐色。腹甲の色彩は黄色や淡黄色。
頭部は中型。頭部背面の色彩は灰色で、側頭部には左右に2本ずつ黒い筋模様が入る。
幼体は肋甲板にもキールがあるが、成長に伴い消失する。腹甲の色彩は赤やピンク色。
- P. g. tuberosus　ホオスジカエルガメ

肋甲板にキールがある。

## 分類
系統解析から亜種ホオスジカエルガメを独立種（ホオスジカエルガメ）とする説もある。しかし亜種ごとの分布や形態の差異も不明瞭（単に幼体を記載しただけの可能性もあり）であることから、現状では独立種として分割する事を無効とする説が有力。
- Phrynops geoffroanus geoffroanus　(Schweigger, 1814)
- Phrynops geoffroanus tuberosus　(Peters, 1870)　ホオスジカエルガメ

## 生態
流れの緩やかな河川や湖、池沼に生息し、水底に腐食質などが堆積物した水生植物の繁茂する止水域を好む。
食性は動物食で、魚類、両生類、昆虫、甲殻類、軟体動物、ミミズなどを食べる。
繁殖形態は卵生。1回に10-20個の卵を産む。

## 人間との関係
種小名geoffroanusはÉtienne Geoffroy Saint-Hilaireへの献名。
ペット用として飼育されることもあり、日本にも輸入されている。主に飼育下繁殖個体が流通するが、野生個体が流通する事もある。